# Parlamentarischer Staatssekretär
Ein Parlamentarischer Staatssekretär (PStS) in Deutschland steht wie ein Minister oder Regierungschef in einem öffentlich-rechtlichen Amtsverhältnis und unterstützt diesen bei der Erfüllung der Regierungsaufgaben. Er vertritt das Mitglied der Regierung nach außen, z. B. im Plenum, Ausschüssen und Fraktionen des Parlaments und bei öffentlichen Terminen. Der Parlamentarische Staatssekretär gehört in der Regel derselben Bundestagsfraktion an wie sein Bundesminister.

## Bund
Die Anzahl der Parlamentarischen Staatssekretäre und die Verteilung des Vorschlagsrechts auf die Koalitionsparteien wird – unbeschadet der Befugnisse des Bundeskanzlers – gewöhnlich im Koalitionsvertrag vereinbart. Üblicherweise wird jedem Bundesminister mindestens ein Parlamentarischer Staatssekretär, den meisten Regierungsmitgliedern jedoch mindestens zwei oder sogar drei, zugeteilt. Beim Bundeskanzler sind bis zu vier Parlamentarische Staatssekretäre mit der Amtsbezeichnung „Staatsminister“ angesiedelt. Im Ergebnis sind oft mehr als doppelt so viele Parlamentarische Staatssekretäre im Amt wie eigentliche Regierungsmitglieder: Seit dem Amtsantritt der Großen Koalition von CDU/CSU und SPD im November 2005 lag die Zahl der Parlamentarischen Staatssekretäre mindestens bei 30. Seit dem Amtsantritt der Ampelkoalition aus SPD, Bündnis 90/Die Grünen und FDP im Dezember 2021 beträgt die Zahl 37, was der historische Höchstwert ist.

### Rechtsstellung
Die Rechtsstellung der Parlamentarischen Staatssekretäre ist im Gesetz über die Rechtsverhältnisse der Parlamentarischen Staatssekretäre vom 24. Juli 1974 (ParlStG) geregelt.
Sie sind den Mitgliedern der Bundesregierung (Bundeskanzler und Bundesminister) „beigegeben“ – ohne selbst Mitglied der Bundesregierung zu sein – und werden als „Parlamentarischer Staatssekretär beim Bundesminister“ bezeichnet. Parlamentarischen Staatssekretären beim Bundeskanzler und beim Bundesminister des Auswärtigen wird üblicherweise das Recht verliehen, die Bezeichnung Staatsminister zu führen.
Außer beim Bundeskanzler müssen Parlamentarische Staatssekretäre Mitglieder des Bundestages sein (§ 1 Abs. 1 ParlStG). Parlamentarische Staatssekretäre stehen wie Bundesminister in einem öffentlich-rechtlichen Amtsverhältnis zum Bund (§ 1 Abs. 3 ParlStG). Sie werden vom Bundespräsidenten ernannt. Der Bundeskanzler schlägt diesem die Ernennung im Einvernehmen mit dem Bundesminister vor, dem der Parlamentarische Staatssekretär beigegeben werden soll (§ 2 ParlStG). Die Parlamentarischen Staatssekretäre haben einen Eid zu leisten, der dem der Mitglieder der Bundesregierung entspricht (Art. 56 Grundgesetz; § 3 ParlStG). Die Parlamentarischen Staatssekretäre können jederzeit auf Vorschlag des Bundeskanzlers, welcher im Einvernehmen mit dem zuständigen Bundesminister zu erfolgen hat, vom Bundespräsidenten entlassen werden. Sie können jederzeit ihre Entlassung verlangen (§ 4 Abs. 1 S. 1 f. ParlStG).

### Geschichte des Amtes und Aufgaben
Das Amt des Parlamentarischen Staatssekretärs wurde 1967 eingeführt. Ursprünglich sollten sich über dieses Amt begabte Nachwuchspolitiker für eine spätere Ministertätigkeit qualifizieren.
Ein Parlamentarischer Staatssekretär kann den Bundesminister bei Erklärungen vor dem Bundestag, dem Bundesrat und in Sitzungen der Bundesregierung vertreten. Er vertritt ihn auch auf internationaler Ebene, zum Beispiel bei der Europäischen Union, der NATO und den Vereinten Nationen. Zur Unterstützung der Erledigung ihrer Aufgaben verfügen Parlamentarische Staatssekretäre über ein Büro im Ministerium.
Die Staatsminister beim Bundeskanzler nehmen Sonderaufgaben wahr, wie Beauftragter der Bundesregierung für Kultur und Medien, Beauftragte der Bundesregierung für Migration, Flüchtlinge und Integration, Staatsminister für Digitalisierung oder Koordinator der Bundesregierung für Bürokratieabbau und bessere Rechtsetzung.

### Amtsbezüge
Parlamentarische Staatssekretäre erhalten 75 Prozent des Amtsgehalts und der Dienstaufwandsentschädigung eines Bundesministers. Dieser erhält wiederum grundsätzlich Amtsbezüge in Höhe von eineindrittel des Grundgehalts der Besoldungsgruppe B 11 nach dem Bundesbesoldungsgesetz. Durch die spezialgesetzlichen Regelungen des Gesetzes über die Nichtanpassung von Amtsgehalt und Ortszuschlag der Mitglieder der Bundesregierung und der Parlamentarischen Staatssekretäre, die den Regelungen in § 11 BMinG vorgehen, kann diese Zahl der Berechnung
jedoch nicht zugrunde gelegt werden. Mit dem Nichtanpassungsgesetz wurde die Erhöhung der Beträge von der allgemeinen Besoldungsentwicklung in den Jahren 1993 und 1994 abgekoppelt. Weitere dauerhafte Abkopplungen von den allgemeinen Besoldungserhöhungen erfolgten aufgrund gesetzlicher Regelungen in den Jahren 2003/2004, 2008/2009, 2010/2011 und 2021/2022. Parlamentarische Staatssekretäre erhalten monatlich (Stand: 1. Juli 2022):
| Gehaltsbestandteil          | Erläuterung | Betrag      |
| --------------------------- | --- | ----------- |
| Amtsgehalt                  | Das Grundgehalt sollte der Besoldungsgruppe B 11 entsprechen, liegt jedoch durch mehrfache Nichtanwendung der Besoldungserhöhungen auf Mitglieder der Bundesregierung und Parlamentarische Staatssekretäre deutlich unter dieser Besoldung von derzeit 15.195,16 €. (NichtAnpG) | 11.691,90 € |
| Allgemeine Stellenzulage    | Parlamentarische Staatssekretäre erhalten gemäß § 5 Abs. 1 ParlStG i. V. m. § 11 Abs. 1 lit. a BMinG eine allgemeine Stellenzulage, da dies eine zum Grundgehalt allgemein gewährte Zulage der Besoldungsgruppe B 11 ist. | 30,68 €     |
| Ortszuschlag                | Parlamentarische Staatssekretäre erhalten gemäß § 5 Abs. 1 ParlStG i. V. m. § 11 Abs. 1 lit. b BMinG einen Ortszuschlag in Höhe von eineindrittel des in der Besoldungsgruppe B 11 zustehenden Ortszuschlags. | 1.066,72 €  |
| Dienstaufwandsentschädigung | Parlamentarische Staatssekretäre erhalten gemäß § 5 Abs. 1 ParlStG i. V. m. § 11 Abs. 1 lit. c BMinG eine Dienstaufwandsentschädigung. | 230,08 €    |
| Abgeordnetenentschädigung   | Da Parlamentarische Staatssekretäre – im Regelfall – auch Mitglied des Bundestages sein müssen, erhalten sie als solches die Abgeordnetenentschädigung nach dem in § 29 Abgeordnetengesetz geregelten Verfahren nur zur Hälfte: „Hat ein Mitglied des Bundestages neben der Abgeordnetenentschädigung nach § 11 Anspruch auf Einkommen aus einem Amtsverhältnis oder aus der Verwendung im öffentlichen Dienst, so wird die Abgeordnetenentschädigung nach § 11 um fünfzig vom Hundert gekürzt; der Kürzungsbetrag darf jedoch dreißig vom Hundert des Einkommens nicht übersteigen.“ | 5.147,51 €  |
| Kostenpauschale             | Da Parlamentarische Staatssekretäre einen Anspruch auf einen personengebundenen Dienstwagen des Bundes haben, wird die Kostenpauschale als Mitglied des Bundestages um 25 Prozent gekürzt. | 3.437,54 €  |
| Summe                       | Summe | 21.604,43 € |

Mit Ausnahme der Dienstaufwandsentschädigung und der Kostenpauschale sind diese Bezüge zu versteuern. Die für Bundesminister geltenden beihilferechtlichen, reise- und umzugskostenrechtlichen Vorschriften sind entsprechend anzuwenden (§ 5 Abs. 2 ParlStG). Die Zeit der Bekleidung des Amtes eines Parlamentarischen Staatssekretärs im Bund steht der im Beamtenverhältnis zurückgelegten Dienstzeit im Versorgungsrecht des Bundes und der Länder gleich (§ 11 Abs. 2 ParlStG).

## Länder
Nur in wenigen deutschen Ländern sind oder waren zeitweise Parlamentarische Staatssekretäre oder vergleichbare Amtsträger benannt. Allen gemeinsam ist, dass sie den Landesregierungen nicht angehören und ihre Rechtsstellung auf besonderen Gesetzen außerhalb der jeweiligen Landesverfassungen gründet.
- In Baden-Württemberg können seit 1972 „Politische Staatssekretäre“ berufen werden, die keine Regierungsmitglieder sind, aber wie diese in einem öffentlich-rechtlichen Amtsverhältnis stehen.[7]
- In Mecklenburg-Vorpommern wurde die Ernennung Parlamentarischer Staatssekretäre rückwirkend zum 15. November 1990 ermöglicht. Ihre Rechtsstellung regelt das Gesetz über die Rechtsverhältnisse Parlamentarischer Staatssekretäre (LParlG) vom 18. Juli 1991.[8] Demnach müssen die Amtsinhaber Landtagsabgeordnete sein; sie nehmen beratend an Sitzungen der Landesregierung teil.
- In Nordrhein-Westfalen wurde im Jahr 1986 durch Gesetz die Möglichkeit eingeführt, Parlamentarische Staatssekretäre zu ernennen. Sie müssen Mitglieder des Landtags sein. Ihre Stellung wird durch das Gesetz über das Amt eines Parlamentarischen Staatssekretärs für besondere Regierungsaufgaben im Lande Nordrhein-Westfalen vom 11. März 1986 geregelt.[9]
- In Sachsen existierten nur während der 1. Legislaturperiode des Sächsischen Landtags (1990 bis 1994) Parlamentarische Staatssekretäre. Ihre Stellung war durch das Sächsische Ministergesetz geregelt. Durch Gesetzesänderung vom 12. Januar 1995 wurde das Amt abgeschafft.
- In Schleswig-Holstein existierte bereits seit 1948 das Amt des „Parlamentarischen Vertreters“. Soweit ihm bestimmte Regierungsaufgaben übertragen wurden, was seit 1971 zulässig war, führte er die Bezeichnung „Regierungsbeauftragter“ und seit 1979 „Parlamentarischer Staatssekretär“.[10] Tatsächlich vorhanden waren Parlamentarische Staatssekretäre nur zwischen 1979 und 1987 im Kultus- und im Sozialministerium.[11] Das Amt wurde durch Gesetz zur Änderung des Landesministergesetzes vom 19. Dezember 2000 schließlich abgeschafft.[12]